# Cárpatos de Moravia Central
Los Cárpatos de Moravia Central ( en checo: Středomoravské Karpaty ) son una cadena montañosa dentro de la República Checa que pertenece a los Cárpatos Occidentales Exteriores.
A pesar del nombre, se encuentran en el sur de Moravia, al este de Brno. Al este, limitan con los Cárpatos eslovacos-moravos; al sur, se extienden hasta el valle del Thaya (Dyje) y los Cárpatos de Moravia Meridional. Las montañas son en su mayoría boscosas, con hayas y abetos. Es una de las zonas agrícolas más importantes en cuanto a uvas de vino, albaricoques y melocotones, y hortalizas como tomates, pimientos y pepinos.

## Subdivisión
Los Cárpatos de Moravia Central se subdividen geomorfológicamente en:
- Bosque de Ždánice (checo: Ždánický les )
- Colinas de Litenčice (Litenčická pahorkatina )
- Chřiby (montañas de Marte), con el monte. Brdo, punto más alto de las tierras altas de Moravia
- Kyjov Hills ( Kyjovská pahorkatina ).